# Fulco de Pavía
Fulco de Pavia (1164-1229) fue obispo de Pavía. Es venerado como santo por diferentes confesiones religiosas. 

## Biografía
Fulco nació en Piacenza (Italia) en 1164 en el seno de una familia de origen escocés.  
Fue nombrado como sacerdote en Piacenza y, después de ejercer sus estudios en París, fue nombrado obispo de Piacenza.  
Seis años más tarde fue trasladado por Honorio III a la de Pavía, que ocupó durante 13 años.  
Fue canonizado cuya festividad se celebra el 26 de octubre. 